# Somos András (újságíró)
Somos András (1973. június 20.) újságíró, az ATV televíziós csatorna „Fórum” című élő műsorának volt és jelenlegi vezetője.

## [3]Életpályája
A József Attila Gimnáziumban érettségizett 1992-ben. 1995-től 2000-ig az ELTE JTK győri kihelyezett tagozatának hallgatója. 2002-2005-ig ügyvédjelölt. 2007-ben ügyvédi szakvizsgát tett. A MUOSZ Bálint György Újságíró Iskola hallgatója volt.
1992-től 1996-ig a Magyar Narancs belső, 2003-ig külső munkatársa. 1996 és 1999 között a Vasárnapi Hírek újságírója. 2000-től 2005-ig az RTL Klub riportere ("Híradó", "Országház"), eközben 2004 és 2006 között a Független Hírügynökség parlamenti tudósítója. 2005-től 2010-ig a Híradó és az Este riportereként dolgozott az Magyar Televízióban. 2010-től az ATV riportere, 2011-ben a Magyar Helsinki Bizottság külsős munkatársaként a sajtókapcsolatokért felelt. 2024 februárjában felfüggesztette televíziòs munkásságát, miután Somos kijelentette, hogy szerinte Kaleta Gábor nem pedofil. E véleményét a büntetőügyekben is aktív ügyvédként is dolgozò tévés a jogi álláspontjára alapozta - miszerint a gyermekpornográfia alapesete, az ilyen képek tartása nem azonos a pedofíliával -, amiért aztán a bicskei gyermekotthonban történtek miatt felfokozott közhangulatra tekintettel elnézést kért, majd önként távozott. Az ATV egy friss belső kutatásra és egy 3772 néző által aláírt petíciòra  alapozva azt, hogy az ATV közönsége szeretné újra látni a képernyőn Somost, visszahívta. 2024 szeptember közepétől újra a Fòrum c. műsort vezeti.

## Díjai, elismerései
Joseph Pulitzer-emlékdíjas. Radnóti Miklòs Antirasszista Díj